# مشيرفة
مشيرفة (بالعبرية: מושיריפה أو מושרייפה) هي إحدى قرى وادي عارة في منطقة المثلث الشمالي، تتبع إداريًا للمجلس المحلي طلعة عارة في منطقة حيفا. تبعد مشيرفة عن أم الفحم بحوالي كيلومترين باتجاه الشمال الشرقي، وبحوالي 40 كيلومترًا عن مدينة حيفا. بلغ عدد سكانها في منتصف 2016 نحو 3,472 نسمة، وينتمي سكانها بشكل أساسي لحمولتي «الإغبارية» و«الجبارين». سُميَّت مُشيرفة بهذا الاسم نسبةً لإحدى تلالها التي تُشرف على مرج بن عامر.

## التسمية
سُمّيت «مشيرفة» بهذا الاسم نسبةً لإحدى تلالها المُشرفة على مرج ابن عامر، وكلمة مشيرفة هي تصغير لكلمة «مشرفة»، والمشرفة هي من الأماكن العالية المُطلّة على غيرها. يُوجد في الأردن ثلاثة قُرى تحمل نفس الاسم؛ اثنتان منها من أعمال مُحافظة عمّان والثالثة في مُحافظة إربد.

## التاريخ

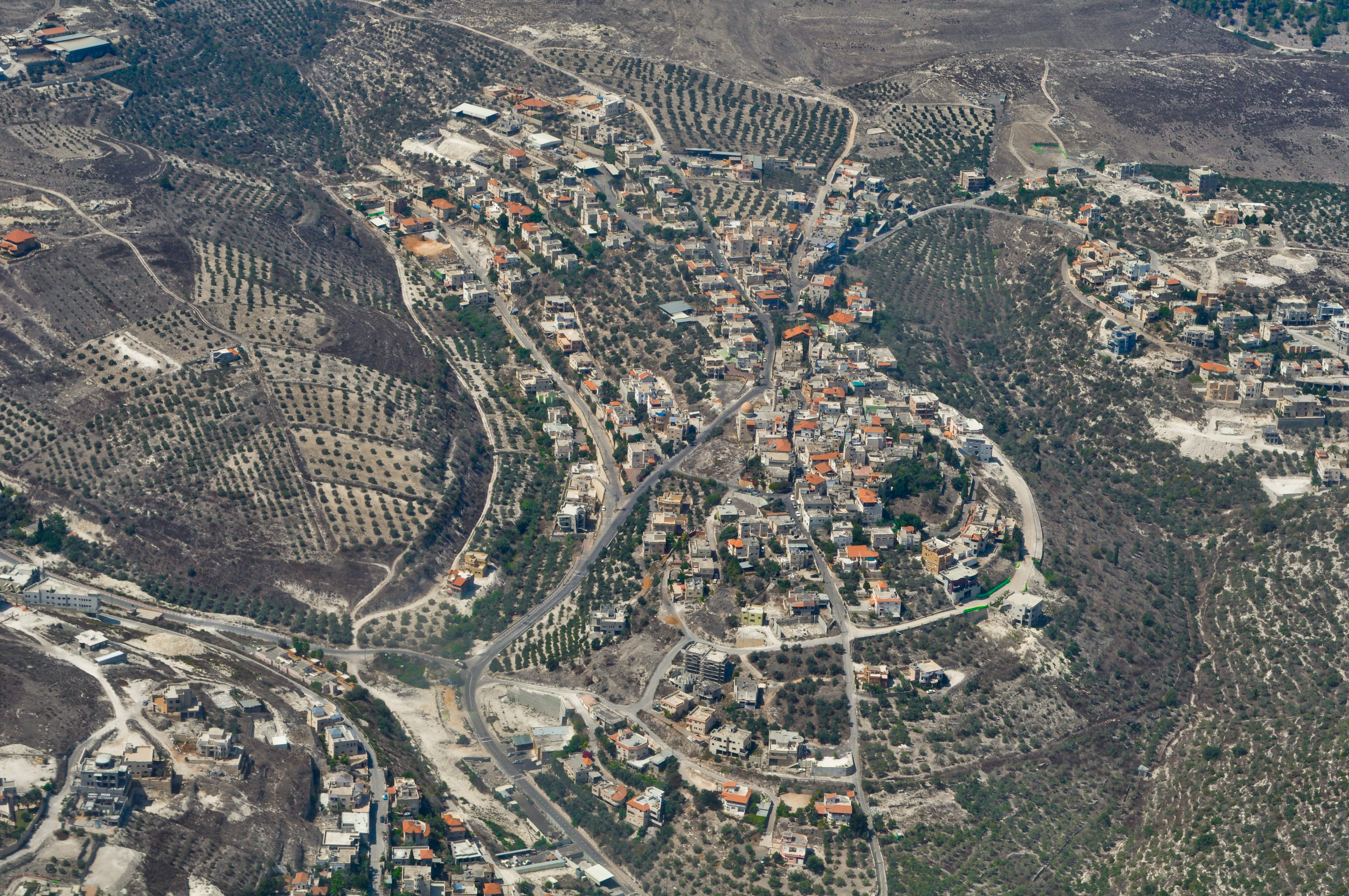
صورة جوية للقرية.

### عام 1948
في عامِ 1948م هُدّدت القرية للتهجير حيث فرّ أهلُها للمناطقِ المُجاورة، فقريةُ مشيرفة كانت الحدُّ الفاصلُ بين الحرب والهُدنة الّتي نصّت على بقاءِ القُرى والمُدن العربيّة التي يسكنُها أهلُها، فسعى مُختار القرية بذلك الوقت «فيّاض حسن مُوسى» إلى إعادةِ بناء ما هُدم من القريةِ جراء الحرب وإرجاع الأهالي حتّى تبقى مشيرفة إحدى قُرى المثلث في الدّاخلِ الفلسطينيّ.

### اليوم
وكغيرها من القُرى العربيّة الّتي لم تُهجَّر مع قيامِ دولة إسرائيل في فلسطين وأصبحت جُزءً من الدولةِ الجديدة ويحملُ سُكّانها الجنسيّة الإسرائيليّة، تُعاني من تمييزٍ عُنصريّ من قبلِ السُلطة. فالبُنية التحتيّة بائسة ولا زالت مياه المجاري تتدفق في بعضِ شوارعها وأزقتها، ومُسطّح القرية المسموح للبناء ضيّق جدًّا على أهلِها ولا تتحرّك السُلطات لتوسيعهِ إلّا بعدَ مُرور عشرات السنين وتفاقم الأزمة واضطرار الأزواج الشّابة للبناءِ دُونَ ترخيص رسميّ، فتقُوم الدولةُ بمقاضاتِهم وتغريمهم وهدمُ قسمٌ من البيُوتِ، وتفتقر القرية لمُؤسساتٍ اجتماعية ومناطق ترفيهيّة.

## الجغرافيا
تقع قرية مشيرفة على سلسلة جبال أم الفحم. تتوسط القريةُ عينَ ماء الّتي كانت تُزوّد كُلّ أهالي القرية بالماءِ، وظلّت مياهُها جارية حتّى جفّت في السنواتِ الأخيرة. وهُناك «عين الحجر» التي تبعدُ عنها حوالي 3 كيلو مترات باتجاهِ الغرب كانت تُستعمل لريِّ أراضي أهلُ مشيرفة الغربيّة ولسقي مواشيهم، وكذلك كانت بمثابةِ مكان استجمام وتنزُّه لأهلِ القرية، ما زالت مياهُها جارية رُغمَ أنّها أصبحت شحيحة، ينبتُ قُربَ هذه العين نباتات صالحة للأكل مثل: النعنعُ البريّ، القُرّة والمرار.

## العمارة والتخطيط الحضري

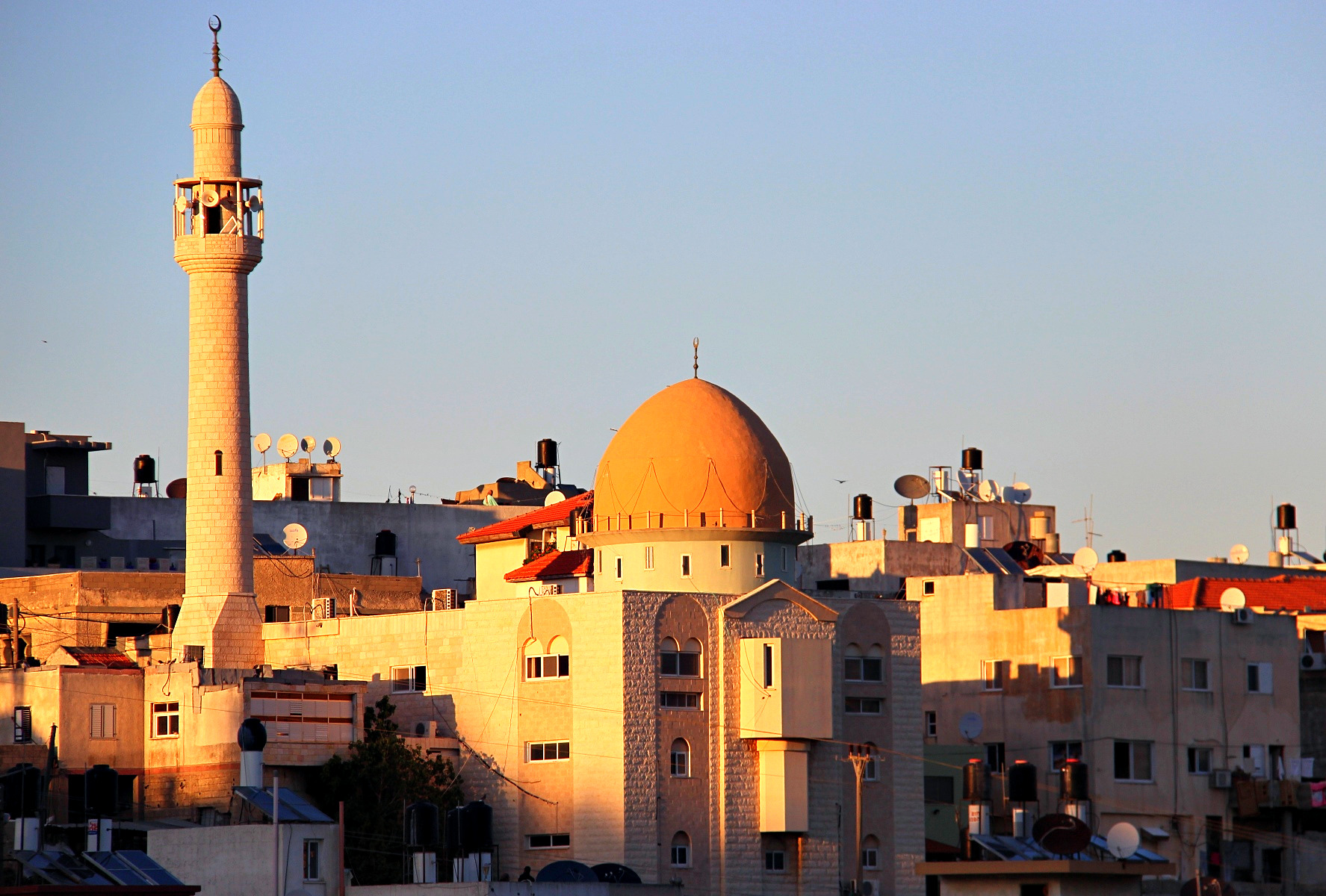
مسجد مشيرفة الفوقى.

تتكوّن القريةُ من حارتين أساسيّتين هُما: مشيرفة الفوقى يسكنها آل إغباريّة وفيها أحياءٌ عِدّة وهي تُعادل 70% من مساحةِ القريةِ، ومشيرفة التحتى التي يسكنها آل جبارين والبعضُ من آل إغباريّة، رُغمَ أَنّ الحارتين أصبحتا مُتلاصقتين مع مرور الوقت، من أهمِّ أحياءِ القرية: المنشيّة، النزلة والخربة أمّا البيّاضة الّتي كانت تُعتبر إحدى أحياء مشيرفة إلّا أنّها أصبحت قريةٌ بحد ذاتها.
في القرية ثلاثة مساجد أولها المسجد القديم في مشيرفة الفوقى ومسجد الهداية في مشيرفة التحتى ومسجد حي المنشية، تحوي كذلك على مركز جماهيري وبيت للمُسنين ونادي للشبيبة. يوجد في القرية ثلاثة مدارس للمراحل التعليمية الثلاث الابتدائية، الإعدادية والثانوية.

## السكان
بلغ عدد سكان قرية مشيرفة في عام 1922م 203 نسمة، وفي عام 1931م بلغوا 233 نسمة؛ منهم 113 ذكرًا و120 أنثى، وجميعهم من المسلمين لهم 45 بيتًا. وفي أواخر عام 1940م وصل عددهم إلى 309 نسمة. وفي بداية عام 1961م وصل عددهم إلى 640 نسمة. أمّا اليوم فيبلغُ عدد سُكّانها حوالي 3,000 نسمة.

## الإدارة
كان يشغل السُلطة المحليّة في القرية المختار، وأوّل مُختار لقريةِ مشيرفة هو «السيّد حسن موسى» تلاهُ في سنوات الخمسين ابنهُ «فيّاض حسن موسى» الّذي كان يُعتبر من رجالات الصلح والجاهة في منطقة أم الفحم، وبعد وفاته في عام 1971م استلم المخترة أخوه «السيّد مصطفى حسن موسى» والّذي استمر في منصبه حتّى عام 1990م حيثُ عيّنت الدولة لجنة مُعيّنة لاستلامِ السُلطة في القُرى، وبقي المُختار في منصبهِ مُوازيًا لللجنةِ المُعيّنة حتّى وفاته في أواخر القرن الماضي.
واستلم السُلطة خلال تلك الفترة أربعة من رجالاتِ حركة شاس الدينية، وبعد أن قام الأهالي بعدة مُظاهرات؛ تمّ تعيين انتخابات في بدايةِ القرن 21، واستلم زمام الأمور «السيّد محمّد فوزي جبارين»؛ أوّل رئيس مُنتخب لقُرى طلعة عارة، الّتي تضمّ (مشيرفة، مُصمُص، زلفة، سالم والبيّاضة) وقد استلم السُلطة لستِّ سنوات. وبعدها مرّة أخرى عيّنت السُلطات «لجنة مُعيّنة» لعدمِ الاتّفاق على ميزانيةِ المجلس وبقيت في السُلطةِ حتّى أكتوبر 2013م؛ حيثُ تمّ انتخاب «السيّد مُصطفى أحمد إغباريّة» لرئاسةِ المجلس المحلّي. وهكذا استلم السُلطة في مشيرفة ثلاثة مخاتير وخمسة رؤساء مُعيّنين ورئيسان مُنتخبان.